# Hausgesetz (Preußen)
Das Verhältnis der Mitglieder des vormals regierenden Hauses (Hohen-)Zollern untereinander regelte seit alters her die Familie in eigenen Urkunden, Verträgen und Hausgesetzen. Herausragend waren dabei:
- Hausvertrag der fränkischen Linie von 1341,
- Verfügung Burggraf Friedrichs V. von 1372,
- Dispositio Achillea von 1473,
- Haus- und Suczessionsvertrag von 1599,
- Vertrag von Gera 1603,
- Hausvertrag von 1692,
- Fideikomißverfügung von 1710,
- Familienverträge von 1752,
- Königliches Edikt vom Dezember 1808,
- Verfassung für den preußischen Staat vom 31. Januar 1850,
- Hausgesetz vom 21. Juni 1920.

Diese Verträge regelten vorrangig die Unteilbarkeit der Erblande, die Erbfolge in Primogenitur und die Eigentumsfragen in Abgrenzung des Privatvermögens zum Staatsvermögen in den regierten Ländern, aber auch interne Familienprobleme wie die Frage der Ebenbürtigkeit bei der Wahl des Ehepartners. Das Hausgesetz selbst wurde vom Oberhaupt der Familie erlassen, konnte aber nur nach Zustimmung aller volljährigen Prinzen vollziehbar werden. Das Gesetz wurde dann vom Minister des Königlichen Hauses ausgefertigt, um rechtskräftig zu werden.
Die freiwillig geübte Hausobservanz erlaubte es den Mitgliedern der vormals landesherrlichen Familie (Prinzen und Prinzessinnen) nicht, frei und eigenmächtig Entscheidungen zu treffen, die sie außerhalb ihrer eingegrenzten Familiengemeinschaft gestellt hätten. Besonders für apanagierte Familienmitglieder war die Einhaltung der Regelungen wichtig. Die Hausobservanz regelte ferner die Frage der Übernahme öffentlicher Ämter, das Recht öffentlicher Stellungnahme zu politischen Vorgängen, öffentliche politische Profilierung, Mitgliedschaft in Verbänden und Vereinen: Nicht der einzelne Prinz entschied es für sich, sondern das Oberhaupt des Hauses.

## Geltungsbereich
Könige, Königliche Gemahlinnen und Witwen, Prinzen, Gemahlinnen und Witwen von Prinzen, solange sie im Witwenstande bleiben, und alle unvermählten Prinzessinnen waren Mitglieder des Hauses und dem Hausgesetz unterstellt. Prinzessinnen traten bei hausgesetzmäßiger Vermählung mit einem Gemahl, der nicht Mitglied des Hauses war, aus dem königlichen Haus aus und wurden Mitglieder des Hauses des Gemahls.
Alle das Königshaus und seine Mitglieder betreffenden Angelegenheiten wurden seit einer Kabinettsorder Friedrich Wilhelms III. vom 11. Januar 1819 durch das Ministerium des Königlichen Hauses (genannt Hausministerium) mit Sitz im Niederländischen Palais, Unter den Linden 36, Berlin geregelt. Das Ministerium bildete zugleich den ordentlichen Gerichtsstand für die Familie aus. Der Hausminister war (bis 1918) gleichzeitig Standesbeamter bei Geburten, Verehelichungen und Sterbefällen.

## Aktuelle Bedeutung
Nach Abschaffung der Monarchie 1918/19 wurde das Hausgesetz gegenstandslos und wurde teilweise durch einen Erbvertrag ersetzt, den der ehemalige Kronprinz Wilhelm mit seinem zweiten Sohn Louis Ferdinand unter Beteiligung des ehemaligen Kaisers Wilhelm II. geschlossen hatte. Die Gültigkeit dieses Vertrages wurde 1998 zwar zunächst vom Bundesgerichtshof bestätigt, das Bundesverfassungsgericht verwarf dieses Urteil jedoch nach einer Verfassungsbeschwerde von Michael, dem zweitältesten Sohn Louis Ferdinands durch die Entscheidung vom 22. März 2004, weil es mit der Eheschließungsfreiheit nach Art. 6 Abs. 1 Grundgesetz (GG) und der Abschaffung der Monarchie als Staatsform unvereinbar sei.
Das Bundesverfassungsgericht erklärte die Hausgesetze der brandenburg-preußischen Hohenzollern für gegenstandslos: „Die Verfassung des Deutschen Reiches vom 16. April 1871 wurde aufgehoben (Art. 178 Abs. 1 Weimarer Reichsverfassung vom 11. August 1919). Art. 81 Abs. 1 der preußischen Verfassung von 1920 hob die Verfassung von 1850 auf. Damit wurden gleichzeitig die Hausgesetze des ehemals regierenden Kaiser- und Königshauses in staatsrechtlicher Hinsicht gegenstandslos.“
Zur Regelung des Erbes bleiben den Mitgliedern des Hauses Hohenzollern aber weiterhin gesetzeskonforme Erbverträge und andere Regelungen, wie sie allgemein zur Regelung der Erbfolge zur Verfügung stehen.
Nach dem Hausgesetz erbte jeweils der älteste männliche Nachkomme, der aus einer ebenbürtigen Ehe stammt und selbst nicht morganatisch verheiratet ist. Diese Regelung galt für den Thron Preußens und galt bis zur Entscheidung des Bundesverfassungsgerichts durch den Erbvertrag teilweise noch für das Familienvermögen.
Wilhelm von Preußen, der älteste Sohn des letzten Kronprinzen, hatte 1933 unebenbürtig geheiratet und fiel damit aus der Erbfolge.
Durch die Abschaffung der preußischen und deutschen Monarchie sowie die spätere Auflösung Preußens ist die „Thronfolge“ Preußens nicht mehr von realer politischer Bedeutung.

## Oberhaupt der Familie
Bis zu seinem Tod 1941 war Wilhelm II. Chef des Hauses Hohenzollern. Von 1941 bis zu seinem Tod 1951 folgte ihm sein ältester Sohn, der vormalige Kronprinz des Deutschen Reiches und von Preußen Wilhelm nach. Von 1951 bis zu seinem Tod 1994 war dessen zweiter Sohn Louis Ferdinand Familienoberhaupt.
Das aktuelle Oberhaupt der Familie Prinz von Preußen (und damit des Hauses Hohenzollern) ist Georg Friedrich Prinz von Preußen.